# Clonmany
Clonmany (Iers: Cluain Maine), is een plaats in het Ierse graafschap Donegal. De plaats telt 303 inwoners.